# Psovka
Psovka je uvrjedljiva riječ, sintagma ili rečenica koja nije prihvaćena u općim načelima bontona te se smatra nepristojnom i neprikladnom.

## Etimologija
Hrvatska riječ psovka dolazi od prasl. pьsovati koja je srodna riječi pas (prasl. i stsl. pьsъ, od ie. pis- = šaren), odnosno psovati je značilo "govoriti kome kao prema psu".

## Razvoj i uporaba
U povijesti su psovke bile uglavnom u području blasfemije, svetogrđa ili zazivanje Božjeg imena uzalud. Izvorno su psovke bile tabu riječi koje su se potom proširile i profanizirale.
Danas su najčešće sinonimi za pojmove vezane uz spolne odnose i spolne organe.
U razgovornom se jeziku psovke rabe za izražavanje ljutnje, iznenađenosti, bijesa, iznerviranosti, a katkad i zadovoljstva, sreće i veselja. No, više od svega, psovke se koriste za vrijeđanje i naglašavanje pojedinih dijelova iskaza.
Koprolalija (grč. κόπρος = izmet, λαλία = blebetanje, od lalein = govoriti) bolest je koja izaziva nenamjerno i nekontrolirano psovanje. Često se povezuje s Touretteovim sindromom, ali ona čini samo 15 % simptoma.

## Jezici
Najčešća tematika psovanja varira od jezika do jezika. Zanimljivo je da katkad psovke gube svoja izvorna značenja sve češćom uporabom (npr. u tal. cazzo i fica) te se devulgariziraju. Katkad govornici jezika riječima pridaju vulgarnije značenje kad te psovke izgovore stranci, kao primjerice kod Francuza ili Španjolaca. Neke psovke u jednom jeziku mogu biti homonimi za obične riječi bez konotacija u drugom jeziku (npr. španj. curva [kurva] zvuči kao slavenska riječ kurva za prostitutku) i obrnuto.
Najčešća tematika psovki:
- engleski: seks, izmet, seksualnost (pogotovo homoseksualnost), incest, zelotizam i fanatizam te predrasude
- ruski: seks, a nakon sloma komunističkog režima vraćaju se psovke vezane uz moralne tabue o religiji, zatim izmet i nepoštovanje autoriteta
- njemački: izjednačivanje ljudi sa životinjama, seks, izmet, predrasude i fanatizam
- francuski: seks, izmet, religija, rasizam
- talijanski: blasfemija, seks, osobno vrijeđanje (posebno majke)
- španjolski: seks, incest, homoseksualnost
- japanski: kršenje pravila pristojnosti
- kineski: seks, vrijeđanje rodbine

### Hrvatski jezik
U hrvatskom jeziku psovke se uglavnom odnose na seks, spolne organe, vrijeđanje rodbine, blasfemiju, izjednačavanje ljudi sa životinjama i slično.
Jedan je od najčešćih glagola koji poprima razne oblike i izvedenice u psovkama glagol jebati. Dolazi od ie. *h3yebh- što je u sanskrtu dalo yabhati, a u slavenskim jezicima izvedenice poput jebati u hrvatskom, jebać u poljskom, ебать u ruskom i sl. Te su riječi srodne s grč. riječju zephyros (povezano s vjerovanjem da zapadni vjetar donosi trudnoću). Neki smatraju da su ove riječi izvedene od korijena *bhu- što znači "biti", "rasti" i "graditi". Ovaj glagol dolazi u raznim oblicima poput jeb'o ti pas mater (česta povezanost rodbinskih i životinjskih odnosa), jebem ti (glagol + neki oblik osobne zamjenice) ili najčešća – jebi se.
Također je jedna od češćih psovki i imperativna konstrukcija mr'š u pizdu materinu s raznim varijacijama i brojevima (uz brojeve jedan, tri, pet), ali se opet vidi tematika rodbinskih odnosa i spolnih organa. Česti su i zazivi te izvedenice vezane uz spolne organe – kurac, pizda, pička koje osim nečeg lošeg mogu označavati i karakterne osobine. 
Kurac dolazi od stsl. (a vjerojatno i prasl. kurъ što je značilo "pijetao". Poslije je dodan deminutivni nastavak te se dobio oblik kurьcь koji je u hrv. vokalizacijom jerova dao kurac. Vjerojatno dolazi od ie. korijena kowr- = zavijati (usp. lat. caurire), ali moguće je da je nastao i onomatopejom. Isti je odnos i u engleskom jeziku u kojem cock označava i penis (vulgarno) i pijetla. Kurcu je srodna i riječ kurba' odnosno kurva (prasl. *kury, G *kurъve). 
Također su u porabi i riječi za ženski spolni organ – pizda, pička i druge izvedenice (prasl. *pizda; lit. pyzda, alb. pith).
Najstarija hrvatska zabilježena psovka jest na glagoljici na margini zbornika: ebi ga vrag.

## Književnost
- Katul: XVI. pjesma (1. stoljeće pr. Kr.) poznata je po svojoj vulgarnosti te nije prevođena sve do novijeg vremena. Katul upućuje pjesmu neznanim muškarcima, Furiju i Aureliju, vjerojatno konkurentnim pjesnicima, koji su mu se zamjerili rekavši da su mu stihovi "mekani", odnosno slabićki.

Pedicabo ego vos et irrumabo,

Aureli pathice et cinaede Furi,

qui me ex versiculis meis putastis,

quod sunt molliculi, parum pudicum.

Nam castum esse decet pium poetam

ipsum, versiculos nihil necesse est;

qui tum denique habent salem ac leporem,

si sunt molliculi ac parum pudici,

et quod pruriat incitare possunt,

non dico pueris, sed his pilosis,

qui duros nequeunt movere lumbos.

Vos, quod milia multa basiorum

legistis, male me marem putatis?

Pedicabo ego vos et irrumabo.

To je bio jedan od najranijih književnoumjetničkih ostvarenja koja su uključivala izravne psovke. Poslije psovke postaju oznakom karakternih osobina, često ih se pridaje "nižim klasama" i imaju oznaju ocrtavanja govorne i društvene osobine:
- Vjenceslav Novak: Posljednji Stipančići

– U stranu, da vas vrag nosi! – vikne sada žestoko prvi kočijaš i stane bezobzirno švigati bičem nad glavama.
U novije je vrijeme takva ekspresivnost česta u poeziji. Jedna od prvih novijih knjiga koja je objavljena s prostotama bio je Joyceov Uliks, a filmska adaptacija je zabranjena u Irskoj, među ostalim i zbog riječi fuck.

## Poveznice
- vulgarizam
- tabu
- koprolalija

## Vanjske poveznice
- L. Badurina & N. Palašić: Komunikacijska funkcija psovke i pitanje njezine vulgarnosti, u: CROATICA, Zagreb, XLIV (2020) 64: 97–114
- Swearsaurus – psovke na svim jezicima  Arhivirana inačica izvorne stranice od 13. lipnja 2007. (Wayback Machine)
- Alternativni rječnici – sleng, psovke, uvrjede i prostote diljem svijeta (engl.)
- Obscena verba – vulgarni latinski termini (fr.)
- Alternativni rječnici (engl.)